# Die Finals – Dresden 2025
Die Finals – Dresden 2025 war die fünfte Ausgabe der Multisportveranstaltung „Die Finals“, bei dem Deutsche Meisterschaften in verschiedenen Sportarten gleichzeitig ausgetragen wurden. Sie fand vom 31. Juli bis zum 3. August 2025 in Dresden statt. Ziel der Finals ist es, Medienpräsenz und Aufmerksamkeit für die verschiedenen (hauptsächlich olympischen) Sportarten auf nationaler Ebene zu steigern. Die Veranstaltung wurde von ARD und ZDF übertragen.

## Sportarten
Die Finals 2025 umfassen 20 Sportarten, von denen sieben erstmals ins Programm aufgenommen worden sind. Zu den Neuzugängen gehören mit Badminton, Trampolinturnen und Siebener-Rugby etablierte olympische Sportarten, aber auch Disziplinen, die 2028 in Los Angeles erstmals (wieder) olympisch sind (Lacrosse und Flag Football). Internationale Multisport-Wettkämpfe in Akrobatik und Faustball werden – wie auch in der wiederkehrenden Disziplin Kanupolo – bei den World Games ausgetragen. Zu den Sportarten, die nach 2023 nicht zurückkehren, gehören Tischtennis, Karate, Judo und BMX. Die Deutschen Schwimmmeisterschaften werden wie schon 2023 nicht im Rahmen der Finals ausgetragen.
Sportarten, die bei allen bisherigen Finals vertreten waren:
- Bogenschießen
- Gerätturnen
- Kanusport
- Leichtathletik
- Triathlon

Sportarten, die zuvor bereits Teil der Finals waren:
- 3×3-Basketball (seit 2020/21)
- Breaking (geplant für 2020)
- Fechten (2023)
- Rhythmische Sportgymnastik (seit 2020/21)
- Rudern (2022)
- Sportklettern (zuletzt 2023)

Sportarten, die bei den Finals 2025 ihr Debüt haben:
- 7er-Rugby
- Sportakrobatik
- Badminton
- Faustball/Wowball
- Flag Football
- Lacrosse
- Trampolinturnen

## Austragungsorte
Wettkämpfe in einigen Sportarten werden vor der Kulisse der Dresdner Altstadt ausgetragen: etwa finden Bogenschießen und Stabhochsprung vor der Semperoper statt. Weitere Sportarten werden auf dem Neumarkt ausgetragen. Andere Sportarten werden an etablierten Sportstätten konzentriert.
| Wettkampfstätte | Wettkampfstätte                        | Sportart                                                              |
| --------------- | -------------------------------------- | --------------------------------------------------------------------- |
|                 | BallsportArena                         | Fechten Badminton                                                     |
|                 | Heinz-Steyer-Stadion                   | Leichtathletik                                                        |
|                 | Joynext Arena                          | Gerätturnen Rhythmische Sportgymnastik Sportakrobatik Trampolinturnen |
|                 | „Teamsport Arena“ (Sportpark Ostra)    | Flag Football Lacrosse 7er-Rugby Faustball/Wowball                    |
|                 | Alberthafen                            | Rudern                                                                |
|                 | Hafencity (Neustädter Hafen)           | Kanusport                                                             |
|                 | vor der Semperoper (Theaterplatz)      | Bogenschießen Leichtathletik (Stabhochsprung)                         |
|                 | vor der Frauenkirche (Neumarkt)        | Sportklettern 3×3-Basketball Breaking                                 |
|                 | „Canaletto-Blick“ (Neustädter Elbufer) | Triathlon (Mixed Relay) Küstenrudern                                  |
|                 | Stadtkurs Alberthafen – Theaterplatz   | Triathlon                                                             |

## Zeitplan
| Zeitplan       | Zeitplan                   | Zeitplan | Zeitplan | Zeitplan | Zeitplan | Zeitplan | Zeitplan       |
| Disziplin      | Disziplin                  | Mi. 30.  | Do. 31.  | Fr. 1.   | Sa. 2.   | So. 3.   | Entscheidungen |
| Disziplin      | Disziplin                  | Juli     | Juli     | August   | August   | August   | Entscheidungen |
| -------------- | -------------------------- | -------- | -------- | -------- | -------- | -------- | -------------- |
| 3×3-Basketball | 3×3-Basketball             |          |          |          | 1        | 1        | 2              |
| 7er-Rugby      | 7er-Rugby                  |          |          | 2        |          |          | 2              |
| Badminton      | Badminton                  |          |          |          |          | 1        | 1              |
| Bogenschießen  | Bogenschießen              |          |          |          | 4        | 3        | 7              |
| Breaking       | Breaking                   |          |          |          | 2        | 1        | 3              |
| Faustball      | Faustball                  |          | 2        |          |          |          | 2              |
| Faustball      | wowball                    |          | 2        |          |          |          | 2              |
| Fechten        | Fechten                    |          | 4        | 4        | 4        |          | 12             |
| Flag Football  | Flag Football              |          |          |          |          | 2        | 2              |
| Kanusport      | Kanusport                  |          |          | 4        | 3        |          | 7              |
| Kanusport      | Stand-up-Paddling          |          |          | 1        | 1        |          | 2              |
| Sportklettern  | Sportklettern              |          |          |          | 1        | 1        | 2              |
| Lacrosse       | Lacrosse                   |          |          |          | 2        |          | 2              |
| Leichtathletik | Leichtathletik             |          |          | 4        | 15       | 23       | 42             |
| Rudern         | Küstenrudern               |          |          | 1        |          |          | 1              |
| Rudern         | Rudern                     |          |          |          | 3        | 4        | 7              |
| Triathlon      | Triathlon                  |          | 1        |          | 1        | 1        | 3              |
| Turnsport      | Sportakrobatik             |          |          | 8        |          |          | 8              |
| Turnsport      | Gerätturnen                |          | 1        | 1        | 5        | 5        | 12             |
| Turnsport      | Rhythmische Sportgymnastik |          | 1        | 4        | 3        |          | 8              |
| Turnsport      | Trampolinturnen            |          |          |          |          | 2        | 2              |
| Entscheidungen | Entscheidungen             |          | 11       | 29       | 45       | 44       | 129            |

Farblegende

## Medaillenspiegel
Bei den Finals 2025 in Dresden wird die Länderwertung nicht wie gewohnt nach der Anzahl an Gold-, Silber- und Bronzemedaillen sortiert, sondern nach einem Punktesystem berechnet:
- 3 Punkte für eine Goldmedaille
- 2 Punkte für eine Silbermedaille
- 1 Punkt für eine Bronzemedaille

Entscheidend ist dabei nicht die Herkunft der Athletinnen und Athleten, sondern das Bundesland des jeweiligen Vereins, für den sie starten. Bei Mannschaften mit Vereinen aus mehreren Bundesländern werden die Punkte anteilig vergeben.
| Platz | Land                   | Gold | Silber | Bronze | Punkte |
| ----- | ---------------------- | ---- | ------ | ------ | ------ |
| 1     | Baden-Württemberg      | 32   | 25     | 25     | 166,5  |
| 2     | Nordrhein-Westfalen    | 26   | 21     | 25     | 140    |
| 3     | Bayern                 | 13   | 17     | 16     | 87     |
| 4     | Sachsen                | 15   | 11     | 11     | 75     |
| 5     | Hessen                 | 9    | 12     | 10     | 59     |
| 6     | Berlin                 | 9    | 10     | 8      | 52     |
| 7     | Rheinland-Pfalz        | 9    | 8      | 8      | 50     |
| 8     | Niedersachsen          | 6    | 11     | 6      | 43,5   |
| 9     | Brandenburg            | 5    | 4      | 12     | 30     |
| 10    | Hamburg                | 4    | 4      | 6      | 26     |
| 11    | Sachsen-Anhalt         | 2    | 5      | –      | 16     |
| 12    | Thüringen              | 2    | 2      | 2      | 12     |
| 13    | Mecklenburg-Vorpommern | 1    | 2      | 2      | 9      |
| 14    | Schleswig-Holstein     | 1    | 2      | –      | 7      |
| 15    | Bremen                 | 1    | –      | –      | 3      |
| 16    | Saarland               | –    | 1      | –      | 2      |